# Riu Methow
El Methow (/ˈmɛt.haʊ/ MET-how) és un afluent del riu Colúmbia, al nord de l'estat de Washington. Els 4.900 km² de la conca hidrogràfica del riu, drenen l'est de part nord de la Serralada de les Cascades, on hi viu una població d'aproximadament 5.000 persones. La conca del riu Methow es caracteritza per estar relativament poc poblada, donat que gran part es troba dins de boscos nacionals i zones de naturalesa salvatge. Molts dels afluents drenen la gran Selva Pasayten. L'economia inicial de la zona basada en l'agricultura està donant pas a una economia basada en l'oci i el turisme.

## Història
El riu rep el seu nom dels indis Methow (avui en dia, part les Tribus Confederades de la Reserva Índia de Colville). El nom "Methow" prové del topònim Okanagan /mətxʷú/, que vol dir "llavors de gira-sol". El nom natiu del riu era Buttlemuleemauch, que vol dir "salmó que baixa pel riu". Alexander Ross va dir que el nom natiu del riu era Buttle-mule-emauch. El 1811 David Thompson es va trobar amb la tribu que vivia al llarg del riu i va escriure el nom del riu com Smeetheowe. El 1841 l'Expedició Wilkes li va donar el nom de "riu Barrier". El 1853, George Gibbs va anomenar-lo riu Methow o Barrier.

## Curs
El riu Methow, conjuntament amb els seus afluents el riu Twisp, Cedar Creek i Early Winters Creek, s'originen en un grups de muntanyes altes com són el Golden Horn, el mont Tower, el pic Cutthroat, el Snagtooth Ridge, el Kangaroo Ridge, l'Early Winter Spires i el mont Liberty Bell. Diversos passos de muntanya estan associats al riu i als seus afluents, com el pas Methow i el pas Twisp. La Washington State Route 20 utilitza el Pas Washington i el Pas Rainy, també a les capçaleres dels corrents.
El Pacific Crest Trail segueix la part superior del riu Methow, fins que el riu gira cap a l'est, desembocant a la vall del Methow, prop de Mazama. En el camí, recull els afluents Robinson Creek i el riu Lost. A la vall del Methow, entre Mazama i Winthrop, s'uneixen al riu l'Early Winters Creek, el Cedar Creek, el Goat Creek i el Wolf Creek. A Winthrop, se li uneix el riu Chewuch, un dels tributaris més grans del Methow, el qual, juntament amb els seus nombrosos afluents, drenen grans parts de la Selva Pasayten. Un dels seus afluents de la capçalera, el Cathedral Creek, gairebé arriba a la Columbia Britànica, al Canadà.
La vall del Methow continua de Winthrop a Twisp, on el riu Methow s'uneix amb un altre del seus afluent més important, el riu Twisp. Provinent de l'oest, el riu Twisp drena les muntanyes al sud del Pas Washington, així com el vessant est de Sawtooth Ridge, una regió muntanyosa amb alguns dels pics més elevats de l'estat de Washington (com el pic Star i el mont Bigelow).
Des de Twisp, el riu Methow passa per les comunitats de Carlton i Methow, rebent les aigües de diversos afluents menors, abans d'unir-se al riu Colúmbia, a Pateros. En aquesta part del riu Colúmbia es troba l'embassament de la presa de Wells, un llac conegut com a llac Pateros.

## Ecologia i conservació
Des del 2007, el Methow Beaver Project ha convertit més de 240 "problemes" amb castors en 51 llocs adequats en diverses capçaleres d'afluents de la conca del riu Methow. Aquests llocs van ser seleccionats utilitzant models informàtics i imatges de satèl·lit. L'èxit es va optimitzar col·locant parelles de castors en llars fetes per l'home, per mantenir-los en els llocs desitjats per aconseguir emmagatzemar aigua de pluja, retenir els sediments i reduir l'erosió del sòl, per servir com a zones de cria per a salmònids i altres espècies, i per actuar com a tallafocs en zones propenses a incendis. Un castor que portava un dispositiu RFID i va ser alliberat a la part superior de la vall del Methow, va nedar fins a la desembocadura del riu, i posteriorment fins al riu Okanogan, gairebé a la frontera amb el Canadà, fent un viatge de 190 quilòmetres. El Methow Beaver Project és un projecte conjunt del Servei Forestal dels Estats Units, del Departament de Pesca i Vida Salvatge de Washington i de la Fundació de Recuperació del Salmó del Methow. A principis del segle XX els caçadors de pells gairebé van exterminar el castor de la conca del riu Methow.